# Concornis lacustris
Concornis lacustris — вимерлий птах родини Avisauridae, який мешкав в крейдяному періоді близько 125 млн років тому. Скам'янілості знайдені в провінції Куенка в Іспанії.

## Опис
Описаний з одного неповного скелета. Це була невелика пташка, розміром тіла — 13 см, розмахом крил до 45 см. Його вага була, ймовірно, десь 75-100 г. Нічого не відомо про дзьоб, але напевно ще були зуби, як в його родичів. Це був, ймовірно, хоршоший літун свого часу, хоча, можливо, не настільки моторним в порівнянні з сучасними птахами. Ноги були досить довгими, він мав великий палець ноги як це зазвичай відсутні в наземних птахів. Його поведінка і розміри, можливо, були подібними до невеликих куликів (наприклад крем'яшника і хрустана).